# 업살
업살(UPSAHL, 1998년 11월 28일 ~ )은 미국의 싱어송라이터이다.

## 음반 목록

### 정규 음반
- Lady Jesus (2021)

### EP
- Hindsight 20/20 (2019)
- Young Life Crisis (2020)